# Дривјати
Дривјати (рус. Дривяты; блр. Дрывяты) је језеро у северозападном делу Белорусије, у Браславском рејону Витепске области. Са површином од 36,14 км² највеће је језеро у групацији Браславских језера и пето по површини у земљи. 
На северним обалама језера смештен је градић Браслав. 

## Физичке карактеристике
Језеро Дривјати смештено је у удубљењу овалног облика дужине око 10 км у меридијанском правцу, и просечне ширине од око 3,7 км. Источне обале језера су доста разуђене и ниске, док је северна обала моренског типа и диже се до 20 метара изнад нивоа воде. Најнижи делови обале су у јужном делу и прекривени су шумама и мочварном вегетацијом. 
У језеро се улива 11 мањих водотока, од којих су највеће реке Рака, Усвица, Окуњевка и Золвица. У североисточном делу језера свој ток почиње река Друјка која својим током повезује готово сва Браславска језера. Ниво воде у језеру, а самим тим и у реци друјки регулисан је браном која се налази у селу Чернево, а на којој се налази Браславска хидроелектрана.

## Живи свет језера
Водене биљке језера Дривјати расту до дубина од 4 метра, а најраширеније су трске. Густи тршћаци ширине између 50 и 100 метара најкарактеристичнији су за подручја плићих залива у источним и североисточним деловима језера. 
Ихтиофауну језера представља више од 20 врста, од којих су најраширеније јегуља, смуђ, деверика и шаран. 